# Phytomyza kibunensis
Phytomyza kibunensis este o specie de muște din genul Phytomyza, familia Agromyzidae, descrisă de Mitsuhiro Sasakawa în anul 1953. Conform Catalogue of Life specia Phytomyza kibunensis nu are subspecii cunoscute.